# Zołoti worota
Zołoti worota (ukr. Золотi ворота) – jedna ze stacji kijowskiego metra na linii Syrećko-Peczerśka. Została otwarta 31 grudnia 1986. 
Służy jako stacja transferowa do stacji Teatralna na linii Swjatoszynśko-Browarśkiej. Jej jedyne wejście znajduje się przy ul. Wołodymirskiej, w pobliżu Złotej Bramy, od której bierze swoją nazwę.